# Sarilhos Pequenos
Sarilhos Pequenos est une ville située sur la rive sud du Tage, près de Lisbonne, au Portugal. Autrefois paroisse civile de la municipalité de Moita, dans le district de Setúbal, elle a fusionné en 2013 avec la nouvelle paroisse de Gaio-Rosário e Sarilhos Pequenos . Avec une superficie d'environ 3,79 km², la population de Sarilhos Pequenos était de 1150 habitants en 2011 (données du recensement).

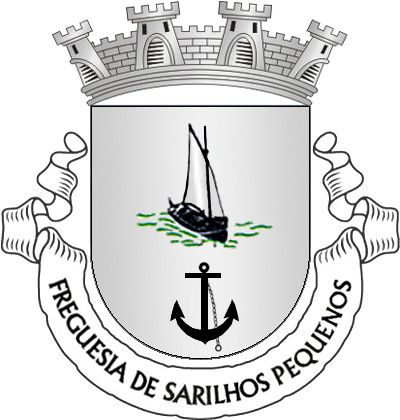
Blason

## Histoire
Sarilhos Pequenos est connu pour être historiquement une terre de pêcheurs et de poisson-saleurs ; jusque dans les années 1960-1970, et pendant des décennies auparavant, 90 % de sa population vivait de la pêche des ravins et des rivières de la région.
Son nom est dérivé du processus de conversion utilisé pour transformer l'eau salée en sel, à l'aide d'un dispositif en bois ou sarilho qui permet l'entrée de l'eau dans les salines. L'eau est contenue dans des compartiments protégés par un mètre de murs (ou margateiras), où l'évaporation a lieu, et enfin le sel peut être collecté. Contrairement au procédé rencontré à Sarilhos Grandes, les habitants de cette paroisse utilisaient des appareils plus petits, réalisant ainsi leur renommée et la toponymie de la région. Bien que ce travail ait disparu avec les techniques modernes, une grande partie de cet héritage culturel est resté dans les petites résidences peintes de couleurs vives et les filets de pêche, maintenant utilisés pour arrêter les insectes. De plus, le chantier naval préserve également le lien historique de la paroisse avec l'eau, avec la construction et la réparation des bateaux de pêche typiques du Tage.

## Sport
Historiquement, le 1º de Maio Futebol Clube Sarilhense, connu pour avoir formé d'importants joueurs de football, est fondé le 5 janvier 1918, par son premier président Orlando Santos. Le club est considéré comme la quatrième équipe la plus ancienne du district de Setúbal, et il a notamment formé l'ancienne star du football local Manuel Fernandes (qui a joué au Sporting Club de Portugal et en équipe nationale), avant d'être plus tard entraîneur du Vitória FC.
Le chantier naval et la baie